# La Chienne
La Chienne is een Franse dramafilm uit 1931 onder regie van Jean Renoir. De film is gebaseerd op de gelijknamige roman (1929) van de Franse auteur Georges de La Fouchardière.

## Verhaal
Maurice Legrand is ongelukkig getrouwd met Adèle. Op een dag ontmoet hij Lucienne. Zij wordt zijn minnares. Maurice wordt stapelverliefd op Lucienne, maar die gevoelens zijn niet wederzijds. Eigenlijk is Lucienne een prostituee, die zelf verliefd is op haar pooier. Zij is enkel uit op het geld van Maurice.

## Rolverdeling
| Acteur               | Personage                 |
| -------------------- | ------------------------- |
| Michel Simon         | Maurice Legrand           |
| Janie Marese         | Lucienne (Lulu) Pelletier |
| Georges Flamant      | André (Dédé) Jauguin      |
| Roger Gaillard       | Alexis Godard             |
| Romain Bouquet       | Monsieur Henriot          |
| Pierre Desty         | Gustave                   |
| Mademoiselle Doryans | Yvonne                    |
| Lucien Mancini       | Wallstein                 |
| Jane Pierson         | conciërge                 |
| Christian Argentin   | rechter                   |
| Max Dalban           | Bonnard                   |
| Jean Gehret          | Dugodet                   |
| Magdeleine Bérubet   | Adèle Legrand             |
| Alexandre Rignault   | Langelard                 |
| Henri Guisol         | Amédée                    |
| Sylvain Itkine       | advocaat van Dédé         |
| Marcel Courmes       | kolonel                   |